# W. (película)
W. es una película estadounidense de 2008 dirigida por Oliver Stone y protagonizada por Josh Brolin, que interpreta al presidente de Estados Unidos George W. Bush.

## Argumento
Basada en la interpretación de Oliver Stone de la vida y la presidencia del mandatario estadounidense George W. Bush. 

## Comentario
Dirigida por el mismo Stone y con Josh Brolin en el papel protagónico, se exhibió por primera vez el 17 de octubre de 2008. Stone ha comparado su acercamiento en W. a los enfoques de The Queen (2006) y su propia Nixon (1995). El rodaje comenzó el 12 de mayo de 2008 en Luisiana. 
La película recibió opiniones divididas en la crítica, pero la mayoría aplaudió la interpretación de Josh Brolin. Obtuvo un 58% de aceptación en Rotten Tomatoes, un promedio de 58 en Metacritic y un rating de 4 estrellas de 4 del reconocido crítico Roger Ebert.

## Reparto
- Josh Brolin - George W. Bush.
- Elizabeth Banks - Laura Bush.
- James Cromwell - George H. W. Bush.
- Ellen Burstyn - Barbara Bush.
- Richard Dreyfuss - Dick Cheney.
- Jeffrey Wright - Colin Powell.
- Scott Glenn - Donald Rumsfeld.
- Thandie Newton - Condoleezza Rice.
- Toby Jones - Karl Rove.
- Bruce McGill - George Tenet.
- Ioan Gruffudd - Tony Blair.
- Noah Wyle - Donald Evans.
- Rob Corddry - Ari Fleischer.
- Dennis Boutsikaris - Paul Wolfowitz.
- Randall Newsome - Paul Bremer.
- Jason Ritter - Jeb Bush.
- Michael Gaston - Tommy Franks.
- Tom Kemp - David Key.
- Paul Rae - Kent Hance.
- Stacy Keach - Earle Hudd.
- Jesse Bradford - Thatcher.
- Marley Shelton - Fran.
- Anne Pressly - Presentadora de televisión.
- Sayed Badreya - Saddam Hussein.
- William Chan - Doctor del Hospital.
- Teresa Cheung - Miss China.
- Colin Hanks - David Frum.
- Bryan Massey - Skeeter.
- Brent Sexton - Joe O'Neill.
- Charles Fathy - La Voz de Jacques Chirac.
- James Martin Kelly - Oficial del Consejo Nacional de Seguridad.
- Wes Chatham - Jimmy Benedict.
- Jennifer Sipes - Susie Evans.
- Fann Wong - Reportera.